# Volo Eastwind Airlines 517
Il volo Eastwind Airlines 517 era un volo di linea della Eastwind Airlines tra Trenton e Richmond. Il 9 giugno 1996, il Boeing 737-200 che operava il volo riportò un malfunzionamento del timone mentre eseguiva un avvicinamento di routine all'aeroporto Internazionale di Richmond. I piloti riuscirono comunque ad atterrare senza gravi conseguenze, infatti né i passeggeri né l'aereo subirono danni (solamente un'assistente di volo riportò lievi ferite).
L'incidente del volo 517 è stato determinante per risolvere la causa dei problemi al timone del Boeing 737 che in precedenza avevano causato due incidenti mortali (il volo United Airlines 585 e il volo USAir 427). Il volo 517 è stato il primo a sperimentare tali problemi e a riuscire ad atterrare in sicurezza, consentendo agli investigatori di interrogare i piloti sulla loro esperienza e di studiare l'aereo.

## L'aereo
Il velivolo coinvolto era un Boeing 737-2H5, marche N221US, numero di serie 20454, numero di linea 247. Volò per la prima volta nel settembre 1970 e venne consegnato alla norvegese Mey-Air e registrato LN-MTD nell'ottobre 1971. Nel 1974 passò alla Piedmont Airlines come N754N, nell'agosto 1989 alla USAir, ri-registrato definitivamente N221US, e infine, nel luglio 1995, alla Eastwind Airlines. Era equipaggiato con 2 motori turboventola Pratt & Whitney JT8D-9A(HK3). Al momento dell'accaduto, l'aereo aveva circa 26 anni.

## Background
Il 3 marzo 1991, il volo United Airlines 585, un Boeing 737-200, rollò a destra ed entrò in picchiata verticale mentre tentava di atterrare a Colorado Springs, in Colorado. Nell'incidente morirono tutte le 25 persone a bordo. Il National Transportation Safety Board (NTSB) condusse un'indagine approfondita. Sebbene si sospettasse un problema al timone, i componenti dell'aereo non potevano essere testati o valutati completamente perché erano stati gravemente danneggiati nell'incidente. Di conseguenza, l'NTSB non fu in grado di identificare in modo definitivo la causa dell'incidente.
L'8 settembre 1994, il volo USAir 427, un Boeing 737-300, rollò bruscamente a sinistra mentre si avvicinava all'aeroporto Internazionale di Pittsburgh in un incidente molto simile a quello del volo 585. Lo schianto risultante provocò la morte di tutte le 132 persone a bordo. L'NTSB avviò un'indagine sul volo 427, che andò avanti fino alla fine degli anni '90.

## L'incidente
Il volo 517 partì da Trenton senza problemi e non incontrò turbolenze o condizioni meteorologiche insolite sulla rotta verso Richmond. Mentre si avvicinava all'aeroporto internazionale di Richmond, a un'altitudine di circa 5 000 piedi (1 500 m) MSL, il comandante sentì un breve "calcio" o "urto" sul pedale destro del timone. Più o meno nello stesso momento, un'assistente di volo nella parte posteriore dell'aereo sentì un rumore tonante sotto di lei. Mentre l'aereo continuava a scendere, a 4 000 piedi (1 200 m) il comandante improvvisamente subì una perdita di controllo del timone e l'aereo rollò bruscamente verso destra.
Tentando di riprendere il controllo, il comandante cercò di portare il timone completamente a sinistra, ma i comandi erano rigidi e non rispondevano. Utilizzò quindi l'alettone sinistro e una maggiore potenza al motore destro per cercare di fermare il rollio. L'aereo si stabilizzò temporaneamente e poi rollò di nuovo a destra. L'equipaggio eseguì la lista di controllo di emergenza e tentò di riprendere il controllo del velivolo e, dopo diversi secondi, riuscì a stabilizzarlo di nuovo. L'aereo operò normalmente per la restante durata del volo.
Nessun danno si verificò all'aeromobile a seguito dell'incidente. Un assistente di volo riportò lievi lesioni. Nessun altro a bordo del volo 517 rimase ferito.

## Le indagini
L'NTSB indagò sull'incidente, concentrandosi in particolare sul determinare se gli eventi del volo 517 fossero correlati ai precedenti incidenti dei Boeing 737.
Durante le indagini, l'NTSB scoprì che prima dell'incidente del 9 giugno, altri equipaggi avevano segnalato una serie di eventi relativi al timone sull'aereo coinvolto, incluse "forze" anomale sui pedali del timone e movimenti non comandati.
Gli investigatori condussero interrogatori con i piloti del volo 517 e rimossero i componenti del timone dall'aereo per esaminarli, il che contribuì a stabilire la causa dei precedenti incidenti del volo United Airlines 585 e del volo USAir 427. L'NTSB indicò che tutti e tre gli incidenti potevano solo essere spiegati da un errore del pilota o da un malfunzionamento del sistema del timone, e sulla base in parte degli interrogatori condotti con i piloti del volo 517, conclusero che probabilmente i malfunzionamenti del timone avevano causato tutti e tre gli incidenti.
L'NTSB appurò che, a differenza degli incidenti della United o della USAir, il problema del timone sul volo 517 si era verificato prima nel processo di atterraggio e ad una velocità maggiore, il che aveva consentito ai piloti di superare il problema e riprendere il controllo.

## Le conseguenze
N221US venne riparato e riportato in servizio con Eastwind Airlines e continuò a operare fino a quando la compagnia aerea cessò le operazioni nel 1999. Il 17 luglio 1996, l'N221US operava come volo Eastwind 507 per l'Aeroporto di Trenton-Mercer, quando l'equipaggio di volo assistette all'esplosione e allo schianto del Volo TWA 800 direttamente di fronte a loro. L'equipaggio del volo 507 fu il primo a notificare al controllo del traffico aereo dell'incidente. L'aereo venne messo in deposito presso l'Aeroporto di Indy South Greenwood lo stesso anno e venne demolito nel 2000.

## Nella cultura di massa
L'incidente del volo 517 della Eastwind Airlines è stato analizzato nell'episodio Pericolo nascosto della quarta stagione e Una svista mortale della sesta stagione del documentario  Indagini ad alta quota trasmesso dal National Geographic Channel.